# Auslöser (Systemtheorie)
Ein Auslöser  ist ein Vorgang, der von außen (durch Information, Nachricht, Reiz, Input) das Verhalten eines Systems beeinflusst. Die Reaktion erfolgt unmittelbar oder nach Verarbeitung durch das System: Durch einen auslösenden Vorgang geht ein System von einem Zustand (Z1) in einen anderen Zustand (Z2) über. Dabei gibt es keine andere Übergangsmöglichkeit, wie z. B. von Z1 nach Z3. (Siehe dazu im Unterschied das Steuern und Regeln eines Systems.)

## Eigenschaften eines Auslösers
Die Energie des auslösenden Vorgangs geht nicht in die Energiebilanz des ausgelösten Vorgangs ein.
Art und Richtung der ausgelösten Reaktion werden durch den Auslöser nicht beeinflusst, sondern sind durch das System vorgegeben.
Allerdings muss in vielen Fällen eine Mindestenergie aufgewandt werden, um innere Widerstände des Systems zu überwinden. Wenn diese Schwelle aber überschritten ist, findet der Übergang vollständig und in seiner maximalen Stärke statt. Dies wird auch als Alles-oder-nichts-Prinzip bezeichnet, wie es in der Biologie z. B. bei der Auslösung eines Aktionspotentials einer Nervenzelle zu finden ist.
Nach einer Auslösung kann der Ausgangszustand des Systems ohne Einfluss von außen (automatisch) erreicht werden (Beispiel: monosynaptischer Reflex, moderne Kamera, Automatik-Waffen) oder muss von außen wieder hergestellt werden. Die Auslösung ist aber nur so lange möglich, wie genügend Ressourcen zur Wiederherstellung des Ausgangszustandes vorhanden sind.
Auch muss ein Auslöser kanalgerecht sein: Das System muss für den Auslöser empfänglich sein. (Die Sehzellen des menschlichen Auges sind nur für elektromagnetische Wellen mit einer Wellenlängen zwischen 400 und 800 nm empfänglich.)

## Weitere Möglichkeiten
Es ist möglich, dass ein System auf verschiedene Auslöser mit dem Übergang von Z1 nach Z2 reagieren kann. (So reagieren die Sehzellen der Netzhaut nicht nur auf Licht, sondern auch auf einen Schlag.)
Bei komplexeren Systemen können verschiedene Auslöser auch unterschiedliche Reaktionen hervorrufen, wobei aber jedem Auslöser ein eigener Übergang zugeordnet ist: A1 löst den Übergang von Z1 nach Z2 aus, A2 den von Z1 nach Z3 etc. (Siehe das Konzept des angeborenen Auslösemechanismus der Ethologie, wo jedem Schlüsselreiz) eine eigene Verhaltensweise zugeordnet ist.
Beispiele:
- Ein Fahrkartenautomat benötigt mehrere Informationen, um eine bestimmte Fahrkarte auszudrucken.
- Bei einem polysynaptischer Reflex fällt in Abhängigkeit von der Stärke des Reizes die Reaktion immer stärker aus, da immer mehr ausführende Organe dazugeschaltet werden (Räuspern – Husten – Würghusten)

## Beispiele für Auslöser
- Ein Funke löst eine Explosion aus.
- Eine Erschütterung der Schneedecke löst eine Lawine aus.
- Ein Schrei löst eine Panik aus.
- Ein Lichtquant löst eine Signalkette in den Sinneszellen der Netzhaut des Auges aus.
- Eine kurzzeitige Dehnung des Unterschenkelhebers löst seine Kontraktion aus (Kniesehnenreflex).
- Ein leichter Druck am Abzug löst den Schuss eines Gewehres aus.
- Allergene sind Auslöser für Allergien.